# Heinz Feneis
Heinz Feneis (* 1908; †  2001) war ein deutscher Anatom und Professor an der Universität Tübingen. Bekanntheit erlangte er in Fachkreisen als Autor des Anatomischen Bildwörterbuchs der internationalen Nomenklatur, das auch kurz Feneis genannt wird und in über dreißig Sprachen veröffentlicht wurde.
Feneis wurde 1950 zum Professor ernannt, von 1955 bis 1958 war er Leiter des anatomischen Instituts. 1969 wurde Feneis Ordinarius, 1976 wurde er emeritiert.

## Veröffentlichungen (Auswahl)
- Anatomisches Lexikon der internationalen Nomenklatur. 1967.
- mit Wolfgang Dauber: Bild-Lexikon der Anatomie. 10. Auflage. Thieme-Verlag, 2008, ISBN 978-3-13-330110-7.